# Рональд Рейган (батальон)
Батальон «Рональд Рейган» (исп. Batallon de "Ronald Reagan") — подразделение сальвадорской армии в 1984—1992 годах. Участвовал в гражданской войне против прокоммунистического движения ФНОФМ. Название, взятое от имени 40-го президента США, вызвало серьёзный политический конфликт. Батальон был расформирован после окончания гражданской войны.

## Военно-политический контекст
В 1979 году в Сальвадоре началась гражданская война между Революционной правительственной хунтой, прокоммунистическими партизанами ФНОФМ и ультраправыми эскадронами смерти. С 1981 года в конфликт на стороне правящей хунты активно включились США. Администрация Рональда Рейгана рассматривала сальвадорскую войну как важный элемент глобального противостояния.
Американская военная и политическая поддержка укрепили положение сальвадорской хунты и помогли остановить наступление партизан ФНОФМ. Президент Рейган был очень популярен среди сальвадорских военных и правых антикоммунистических сил. Исключение в этом плане составляли ультраправые сторонники майора Роберто д’Обюссона, которые даже американских политиков считали «пособниками коммунистов». Но и многие из них, особенно офицеры, отдавали должное помощи США.

## Структура и боевые действия
Батальон «Рональд Рейган» был сформирован 7 мая 1984 года (дата создания была приурочена к профессиональному празднику сальвадорских военных — Дню сальвадорского солдата). Численность батальона составляла 350 человек. Подразделение дислоцировалось на военной базе в Сан-Франсиско-Готера. Действовал батальон в департаменте Морасан, где партизанские силы ФНОФМ отличались особой активностью.
На вооружении батальона состояли американские автоматические винтовки М16, базуки, миномёты. Огневую поддержку с воздуха оказывали штурмовые вертолёты. С середины 1984 года Батальон «Рональд Рейган» активно участвовал в боях с партизанами.

## Политическая позиция
Командиром батальона «Рональд Рейган» являлся подполковник Хорхе Адальберто Крус — командующий правительственной армией в Морасане. Он обладал репутацией высокопрофессионального военного, способного одерживать победы в боях и эффективно поддерживать дисциплину в войсках (в частности, среди его подчинённых были полностью искоренены алкоголизм и наркомания). Это создавало ему определённую популярность среди жителей Морасана. В то же время действия Круса отличались большой жёсткостью: в ходе боевых действий он не был склонен избегать «сопутствующих потерь» гражданского населения. Кроме того, подполковник Крус обвинялся в совершении терактов против левых активистов.
Один из лидеров ФНОФМ Хоакин Вильялобос настойчиво предлагал Крусу перейти на сторону партизан, однако получил категорический отказ.

Он пытался нанять меня для своей армии. Говорил, будто партизаны были настоящей армией народа. Я сказал, что мы не хотим быть ещё одним сателлитом русского медведя. Народы Польши и Венгрии — вот кто по-настоящему борется за свободу.

Хорхе Адальберто Крус

Подполковник Крус был не только офицером, но и политическим активистом. Он принадлежал к ближайшему окружению майора д’Обюссона. 7 мая 1980 Крус был арестован вместе с д’Обюссоном и группой его соратников по обвинению в антиправительственном заговоре и убийстве архиепископа Ромеро (вскоре все арестованные были освобождены). Крус являлся видным деятелем партии Националистический республиканский альянс (ARENA). Его отношения с христианско-демократическим правительством и военным министерством были довольно сложными, поскольку д’Обюссон и ARENA представляли собой крайне правую оппозицию.
Название «Рональд Рейган» Крус дал батальону произвольно, без санкции высшего командования и политического руководства, без консультаций с американскими представителями. (Реакция самого Рейгана могла быть отнюдь не самой положительной — если учесть связь Круса с д’Обюссоном, который грозил убить американского посла Томаса Пикеринга.) В результате возник серьёзный политико-дипломатический казус. Реакция правительства на самоуправство подполковника характеризовалась комментаторами как «бешенство».
После избрания президентом Сальвадора лидера Христианско-демократической партии Хосе Наполеона Дуарте власти постарались устранить из политики и военного руководства группу офицеров, особенно тесно связанных с д’Обюссоном. Особое упорство на этом направлении проявлял Хосе Антонио Моралес Эрлих. Подполковник Крус был отправлен с миссией в США.

## Война и политическая символика
Батальон «Рональд Рейган» причислялся к элитным подразделениям сальвадорской армии. Он действительно сыграл определённую роль в ходе гражданской войны, особенно при стратегически важных боях в Морасане. Однако политическая неблагонадёжность праворадикального командира — с точки зрения относительно умеренного правительства — привела к тому, что активность подразделения вскоре была заметно снижена. Батальон был расформирован в 1992 году, согласно соглашению о мирном урегулировании.
Но при этом важную символическую роль сыграло название батальона «Рональд Рейган», замеченное в СССР. Советские пропагандистские органы не раз его акцентировали, обозначая прямое участие США в жестоком кровопролитном конфликте.